# Parantica dabrerai
Parantica dabrerai är en fjärilsart som beskrevs av Miller 1978. Parantica dabrerai ingår i släktet Parantica och familjen praktfjärilar. IUCN kategoriserar arten globalt som sårbar. Inga underarter finns listade i Catalogue of Life.